# Parafia Wniebowzięcia Najświętszej Maryi Panny w Stąporkowie
Parafia rzymskokatolicka pw. Wniebowzięcia NMP w Stąporkowie – jedna z 8 parafii dekanatu czarneckiego. Erygowana 24 lipca 1958 roku przez bp. Jana Kantego Lorka.

## Historia
W 1906 mieszkańcy Stąporkowa zwrócili się z prośbą do ówczesnego Biskupa Sandomierskiego Stefana Aleksandra Zwierowicza o pozwolenie na budowę kościoła. W 1908 hrabia Juliusz Tarnowski podarował plac pod przyszły kościół, na którym postawiono krzyż poświęcony przez ks. Albina Chojko, dziekana koneckiego. Parafia została erygowana 24 lipca 1958 przez bp. Jana Kantego Lorka z wydzielonych miejscowości parafii Czarna, Odrowąż i Niekłań. Budowa kościoła według projektu arch. Stanisława Marzyńskiego z Warszawy, trwała od 1957 do 1965. Świątynia powstała staraniem ks. Adama Sochy i ks. Józefa Słabego, parafian oraz ofiarodawców z zagranicy. Kościół jest budowlą trójnawową, zbudowaną z piaskowca.

## Proboszczowie
- 1958–1973 – ks. Józef Słaby
- 1973–1982 – ks. Tadeusz Czyż
- 1982–2009 – ks. Stanisław Leśko
- 2009–2018 – ks. kan. Zenon Kicior
- od 2018 – ks. Andrzej Zdzisław Bartosiński

## Zasięg parafii
Do parafii należą wierni z miejscowości Stara Góra i Stąporków (ulice: Cicha, Chopina, Jana Pawła II, Górna, Górnicza, Gutów, Konecka, Konopnickiej, Kościuszki, Krasińskiego, Lipowa, 1 Maja, Mickiewicza, Miła, Moniuszki, Nieborowska, Niekłańska, Norwida, Odlewnicza, Partyzantów, Piaskowa, Piłsudskiego, Prusa, Rzeczna, Reymonta, Sienkiewicza, Słowackiego, Spacerowa, Staszica, Pl. Wolności, Wspólna i Żeromskiego).

## Galeria

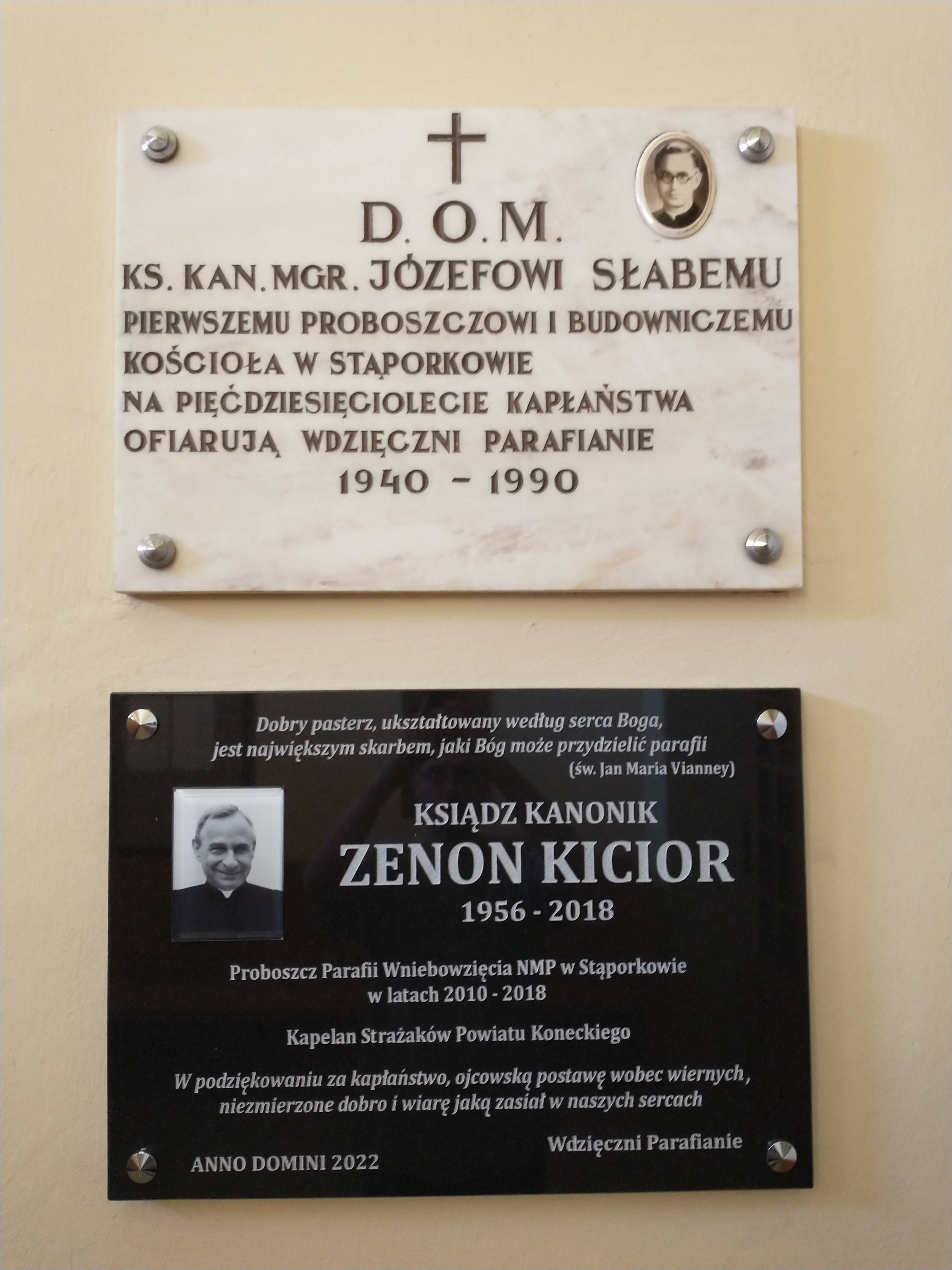
Tablice księży stąporkowskich
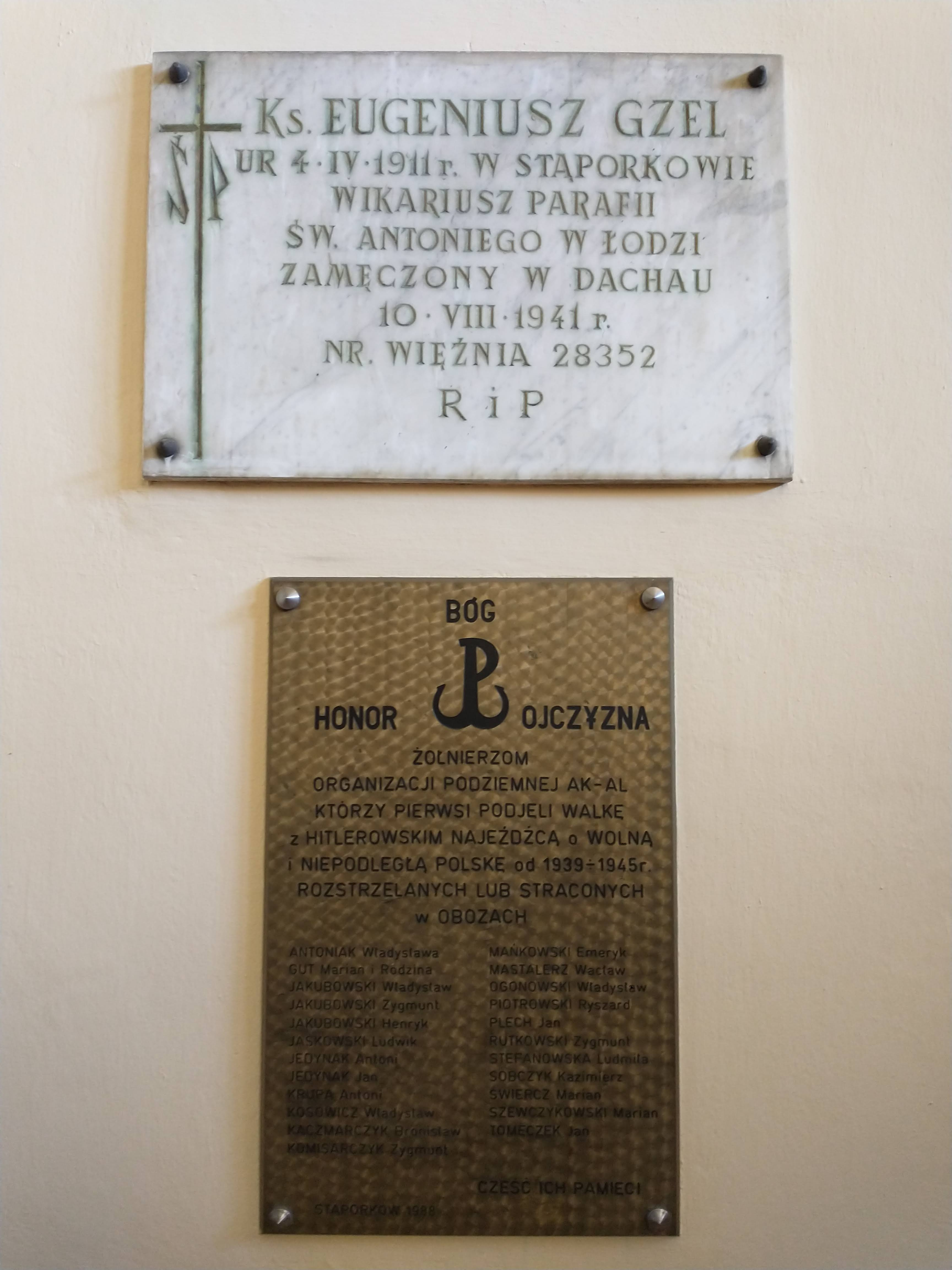